# 馬場崎町駅
馬場崎町駅（ばばさきちょうえき）は、鳥取県境港市馬場崎町にある、西日本旅客鉄道（JR西日本）境線の駅である。妖怪の名前から取られた愛称はキジムナー駅である。

## 歴史
- 1987年（昭和62年）11月1日：境線上道駅 - 境港駅間に新設[2]。同線の富士見町駅・三本松口駅・御崎口駅（現・大篠津町駅）と共に同年4月の同社発足以来初めての新駅である[3]。
- 1993年（平成5年）3月下旬：自動券売機設置、使用開始[4]。
- 2019年（平成31年）3月16日：車載型IC改札機により、ICカード「ICOCA」が利用可能となる。

## 駅構造
境港方面に向かって右側に単式ホーム1面1線を有する地上駅（停留所）。境港寄りで境跨線橋とホームの一部が交差しており、出入口はガード下にある。駅舎の無い無人駅（米子駅管理）であるが、駅出入口付近に自動券売機がある。後付けの駅であるためか、ホーム幅は狭い。
また、臨時快速みなとライナーの停車駅である。

## 利用状況
近年の1日平均乗降人員の推移は以下の通り。
| 乗降人員推移 | 乗降人員推移 |
| 年度         | 1日平均人数  |
| ------------ | ------------ |
| 2011年       | 500          |
| 2012年       | 464          |
| 2013年       | 460          |
| 2014年       | 416          |
| 2015年       | 402          |
| 2016年       | 378          |
| 2017年       | 433          |
| 2018年       | 460          |

## 駅周辺

境港市役所

- 境港市役所
- 境港郵便局
- 鳥取県立境高等学校
- 境港市立上道小学校
- 山陰合同銀行
- 米子信用金庫
- 鳥取県済生会境港総合病院

## 隣の駅
西日本旅客鉄道（JR西日本）
 境線
上道駅（一反木綿駅） - 馬場崎町駅（キジムナー駅） - 境港駅（鬼太郎駅）